# Queens Park Rangers FC
Queens Park Rangers FC (engleză kwiːnz pɑrk ˈreɪndʒərz), cunoscut și ca QPR, este un club de fotbal din White City, Londra, Anglia, care evoluează în Championship. Clubul a fost fondat în 1882.

## Stadioane
Echipa a jucat pe 19 stadioane (cele mai multe stadioane din istoria fotbalului englez), până în 1963 când s-a stabilit pe Loftus Road.
- Welford's Fields (1886–1888)
- London Scottish F.C.'s Ground (1888–1889)
- Brondesbury (1888–1889)
- Home Farm (1888–1889)
- Kensal Green (1888–1889)
- Gun Club (1888–1889)
- Wormwood Scrubs (1888–1889)
- Killburn Cricket Ground (1888–1889)
- Kensal Rise Athletic Ground (1899–1901)
- Latimer Road (1901–1904)
- Notting Hill (1901–1904)
- Royal Agricultural Society (1904–1907)
- Park Royal (1904–1907)
- Park Royal Ground (1907–1917)
- Loftus Road (1917–1931)
- White City Stadium (1931–1933)
- Loftus Road (1933–1962)
- White City Stadium (1962–1963)
- Loftus Road (1963–prezent)

## Lotul actual
Din 25 ianuarie 2024.
| Nr. |                       | Poziție | Jucător                  |
| --- | --------------------- | ------- | ------------------------ |
| 1   | Bosnia și Herțegovina | P       | Asmir Begović (căpitan)  |
| 2   | Sierra Leone          | F       | Osman Kakay              |
| 3   | Republica Irlanda     | F       | Jimmy Dunne              |
| 4   | Anglia                | M       | Jack Colback             |
| 5   | Anglia                | F       | Steve Cook               |
| 6   | Anglia                | F       | Jake Clarke-Salter       |
| 7   | Anglia                | A       | Chris Willock            |
| 8   | Anglia                | M       | Sam Field (vice-căpitan) |
| 9   | Scoția                | A       | Lyndon Dykes             |
| 10  | Maroc                 | M       | Ilias Chair              |
| 11  | Irlanda de Nord       | A       | Paul Smyth               |
| 13  | Scoția                | P       | Jordan Archer            |
| 15  | Țara Galilor          | F       | Morgan Fox               |

| Nr. |                            | Poziție | Jucător             |
| --- | -------------------------- | ------- | ------------------- |
| 18  | Anglia                     | M       | Taylor Richards     |
| 19  | Anglia                     | M       | Elijah Dixon-Bonner |
| 20  | Statele Unite ale Americii | F       | Reggie Cannon       |
| 21  | Franța                     | F       | Ziyad Larkeche      |
| 22  | Surinam                    | F       | Kenneth Paal        |
| 23  | Statele Unite ale Americii | A       | Charlie Kelman      |
| 29  | Anglia                     | F       | Aaron Drewe         |
| 30  | Republica Irlanda          | A       | Sinclair Armstrong  |
| 32  | Anglia                     | P       | Joe Walsh           |
| 36  | Irak                       | M       | Alexander Aoraha    |
| 37  | Ghana                      | M       | Albert Adomah       |
| 38  | Algeria                    | A       | Rayan Kolli         |

### Număr retras
| Nr. |        | Poziție | Jucător                              |
| --- | ------ | ------- | ------------------------------------ |
| 31  | Anglia | A       | Ray Jones (2006–2007) onoare postumă |

## Istoria managerilor
| Nume                                     | Naționalitate     | De la           | La              | G   | V   | E   | Î   | V %  |
| ---------------------------------------- | ----------------- | --------------- | --------------- | --- | --- | --- | --- | ---- |
| James Cowan                              | Scoția            | august 1907     | mai 1913        | 296 | 128 | 85  | 83  | 43.2 |
| James Howie                              | Scoția            | august 1913     | aprilie 1920    | 236 | 85  | 48  | 103 | 36.0 |
| Ned Liddell                              | Anglia            | aprilie 1920    | mai 1925        | 177 | 71  | 42  | 64  | 40.1 |
| Robert Hewison                           | Anglia            | august 1925     | mai 1931        | 219 | 80  | 53  | 86  | 36.5 |
| Archie Mitchell                          | Anglia            | noiembrie 1931  | mai 1933        | 79  | 32  | 18  | 29  | 40.5 |
| Mick O'Brien                             | Republica Irlanda | mai 1933        | aprilie 1935    | 84  | 40  | 16  | 28  | 47.6 |
| Billy Birrell                            | Scoția            | aprilie 1935    | mai 1939        | 184 | 85  | 42  | 57  | 46.2 |
| Ted Vizard                               | Țara Galilor      | mai 1939        | aprilie 1944    | 186 | 95  | 29  | 62  | 51.1 |
| Dave Mangnall                            | Anglia            | aprilie 1944    | mai 1952        | 280 | 112 | 74  | 94  | 40.0 |
| Jack Taylor                              | Anglia            | iunie 1952      | mai 1959        | 341 | 118 | 89  | 134 | 34.6 |
| Alec Stock                               | Anglia            | august 1959     | iunie 1968      | 439 | 206 | 104 | 129 | 46.9 |
| Bill Dodgin                              | Anglia            | iunie 1968      | noiembrie 1968  | 16  | 2   | 5   | 9   | 12.5 |
| Tommy Docherty                           | Scoția            | noiembrie 1968  | noiembrie 1968  | 4   | 1   | 0   | 3   | 25.0 |
| Les Allen                                | Anglia            | decembrie 1969  | ianuarie 1970   | 4   | 2   | 1   | 1   | 50.0 |
| Gordon Jago                              | Anglia            | ianuarie 1971   | octombrie 1974  | 161 | 71  | 55  | 35  | 44.1 |
| Dave Sexton                              | Anglia            | octombrie 1974  | iulie 1977      | 130 | 57  | 32  | 41  | 43.8 |
| Frank Sibley                             | Anglia            | iulie 1977      | iulie 1978      | 45  | 9   | 17  | 19  | 20.0 |
| Steve Burtenshaw                         | Anglia            | iulie 1978      | mai 1979        | 41  | 6   | 13  | 22  | 14.6 |
| Tommy Docherty                           | Scoția            | mai 1979        | octombrie 1980  | 51  | 20  | 16  | 15  | 39.2 |
| Terry Venables                           | Anglia            | octombrie 1980  | mai 1984        | 166 | 84  | 33  | 49  | 50.6 |
| Alan Mullery                             | Anglia            | iunie 1984      | decembrie 1984  | 26  | 11  | 8   | 7   | 42.3 |
| Frank Sibley (interimar)                 | Anglia            | decembrie 1984  | iunie 1985      | 28  | 8   | 6   | 14  | 28.6 |
| Jim Smith                                | Anglia            | iunie 1985      | decembrie 1988  | 167 | 67  | 38  | 62  | 40.1 |
| Trevor Francis                           | Anglia            | decembrie 1988  | noiembrie 1989  | 93  | 31  | 30  | 32  | 33.3 |
| Don Howe                                 | Anglia            | noiembrie 1989  | mai 1991        | 75  | 27  | 21  | 27  | 36.0 |
| Gerry Francis                            | Anglia            | mai 1991        | noiembrie 1994  | 158 | 59  | 47  | 52  | 37.3 |
| Ray Wilkins                              | Anglia            | noiembrie 1994  | septembrie 1996 | 80  | 31  | 13  | 36  | 38.8 |
| Stewart Houston                          | Scoția            | septembrie 1996 | noiembrie 1997  | 63  | 25  | 15  | 23  | 39.7 |
| John Hollins (interimar)                 | Anglia            | noiembrie 1997  | decembrie 1997  | 4   | 1   | 2   | 1   | 25.0 |
| Ray Harford                              | Anglia            | decembrie 1997  | septembrie 1998 | 41  | 5   | 18  | 18  | 12.2 |
| Iain Dowie (interimar)                   | Irlanda de Nord   | septembrie 1998 | octombrie 1998  | 2   | 1   | 0   | 1   | 50.0 |
| Gerry Francis                            | Anglia            | octombrie 1998  | februarie 2001  | 125 | 36  | 42  | 47  | 28.8 |
| Ian Holloway                             | Anglia            | februarie 2001  | februarie 2006  | 252 | 100 | 71  | 81  | 39.7 |
| Gary Waddock                             | Republica Irlanda | februarie 2006  | septembrie 2006 | 23  | 4   | 8   | 11  | 17.4 |
| John Gregory                             | Anglia            | septembrie 2006 | octombrie 2007  | 48  | 13  | 12  | 23  | 27.1 |
| Mick Harford (interimar)                 | Anglia            | octombrie 2007  | octombrie 2007  | 5   | 2   | 2   | 1   | 40.2 |
| Luigi De Canio                           | Italia            | octombrie 2007  | mai 2008        | 35  | 12  | 11  | 12  | 34.3 |
| Iain Dowie                               | Irlanda de Nord   | mai 2008        | octombrie 2008  | 15  | 8   | 3   | 4   | 53.3 |
| Gareth Ainsworth (interimar)             | Anglia            | octombrie 2008  | noiembrie 2008  | 7   | 2   | 1   | 4   | 28.6 |
| Paulo Sousa                              | Portugalia        | noiembrie 2008  | aprilie 2009    | 26  | 7   | 12  | 7   | 26.9 |
| Gareth Ainsworth (interimar)             | Anglia            | aprilie 2009    | iunie 2009      | 5   | 1   | 1   | 3   | 20.0 |
| Jim Magilton                             | Irlanda de Nord   | iunie 2009      | decembrie 2009  | 24  | 9   | 8   | 7   | 37.5 |
| Steve Gallen & Marc Bircham (interimari) | &                 | decembrie 2009  | decembrie 2009  | 1   | 0   | 1   | 0   | 0    |
| Paul Hart                                | Anglia            | decembrie 2009  | ianuarie 2010   | 5   | 1   | 2   | 2   | 20.0 |
| Mick Harford (interimar)                 | Anglia            | ianuarie 2010   |                 |     |     |     |     |      |